# Cras credo, hodie nihil
La locuzione latina Cras credo, hodie nihil anticipa lo spiritoso cartello che spesso viene messo in bella mostra nei negozi e nei bar. Tradotta letteralmente, significa Domani si fa credito, oggi no.
Una fonte, che probabilmente riporta il motto di origine popolare è l'erudito latino Marco Terenzio Varrone (De lingua latina).